# 尤里·阿布拉莫维奇
尤里·加里耶维奇·阿布拉莫维奇（俄語：Юрий Гарриевич Абрамович，1935年9月5日—2017年2月28日），苏联试飞员，俄罗斯联邦英雄。

## 生平
1935年9月15日生于哈爾科夫的犹太人家庭。1959年毕业于莫斯科航空学院。1959年至1963年在格罗莫夫飞行研究院担任工程师。1965年至1995年在莫斯科州盧霍維齊的飞机试飞场担任试飞员，参与了米格-21戰鬥機、米格-23战斗机、米格-29戰鬥機等多种类飞机的测试工作。1981年获功勋试飞员称号。1996年获俄罗斯联邦英雄荣誉称号。2017年2月28日在莫斯科州茹科夫斯基逝世，终年81岁。

## 荣誉
- 俄罗斯联邦英雄
- 劳动红旗勋章
- 荣誉勋章
- 紀念列寧誕辰一百週年獎章